# テス・ハーディング
テス・ハーディング（英語表記：Tess Harding）は『ロズウェル - 星の恋人たち』に登場する架空の人物。演じた俳優は『LOST』にも出演しているエミリー・デ・レイヴィン。

## 特徴
ロズウェル高校の生徒。『標的』で初登場。イザベルの親友。
正体は遠い星から来たエイリアンと地球人の細胞を組み合わせたハイブリッド（混血種）。良くも悪くも自分に正直な性格をしており、敵を作ることが多かった。学校の成績は優秀。

## 経歴
過去
マックスの妻。故郷では王妃だった。政変に巻き込まれ夫とともに暗殺される。
その後、地球に送られ、地球人の細胞と組み合わされることにより現在の姿になる。護衛だったナセドとともに生活、十代後半にロズウェル高校に転校する。
マックスとの関係
マックスの妻になるべくロズウェルに来た彼女だったがマックスの恋人であるリズとの三角関係に悩み、『裏切り』ではナセドの遺言に従ってマックス、イザベル、マイケルの3人をキバーに売ろうとする。
死
キバーに裏切られ、地球に戻ってきた彼女は頼みのマックスに突き放される。
リズと和解した彼女は米軍基地で自爆する。

## 関連する人物
ナセド
テスの護衛。表向きはテスの父親。
マックス・エバンズ
テスの前世での夫。
リズ・パーカー
テスの恋敵。
イザベル・エバンズ
テスの親友。前世ではテスの義理の妹だった。
マイケル・ゲリン
テスの同級生。前世ではテスの義理の弟。
キバー
故郷アルタールを支配する王。
ザン
1. マックスの前世での名前。
2. マックスとテスの息子。

| スタブアイコン | サブスタブ | この項目は、まだ閲覧者の調べものの参照としては役立たない、テレビ番組に関連した書きかけの項目です。この項目を加筆・訂正などしてくださる協力者を求めています（P:テレビ/PJ:放送または配信の番組）。 |